# مرگ گلوریا رامیرز
گلوریا رامیرز (انگلیسی: Death of Gloria Ramirez; ۱۱ ژانویهٔ ۱۹۶۳ – ۱۹ فوریهٔ ۱۹۹۴) زنی اهل ایالات متحده آمریکا بود که به نام زن سمی مشهور شد. وی از سرطان دهانه رحم رنج می‌برد و با شدت گرفتن این امر در بخش اورژانس بستری شده بود. ناگاه قلب وی ایستاد و پزشکان برای احیای قلبی به او شک الکتریکی وارد کردند که ماده روغنی مانند از بدن او بیرون آمدن و هنگامی که خواستند نمونه خون بگیرند بویی شبیه آمونیاک از خون او احساس شد. دهن وی نیز بوی نامطبوعی از آن خارج شد که اتاق را تحت تأثیر نهاد. چندین نفر تحت تأثیر این حادثه از هوش رفتند گروهی نیز مصدوم شدند. دلیل این امر حمله روانی عمومی اعلام شد.